# Giovanni Giacomo Schiaffinati
Giovanni Giacomo Schiaffinati, le cardinal parmesan, né le 10 septembre 1451 à Milan en Lombardie, Italie, alors dans le duché de Milan, et décédé le 9 décembre 1497 à Rome, est un cardinal italien.

## Biographie
Schiaffinati est notamment auditeur à la Rote romaine, archiprêtre de la basilique Ss. Celso e Giuliano à Rome, chanoine à la basilique Saint-Pierre, clerc et secrétaire du Collège des cardinaux, grand prévôt au chapitre de Liège et préfet du château Saint-Ange. En 1482, il est nommé évêque de Parme.
Il est créé cardinal par le pape Sixte IV lors du consistoire de 15 novembre 1483. Il est abbé commendataire de S. Leonardo di Siponto, de l'abbaye de Ripolta, de S. Nazario in Novara et de S. Dionigio à Milan. Comme évêque de Parme, Schiaffinati est un des premiers à introduire la fête de l'Immaculée Conception.
Le cardinal Schiaffnati participe au conclaves de 1484 (élection d'Innocent VIII) et de 1492 (élection d'Alexandre VI).